# Digestionslehre
Die Digestionslehre oder Digestionenlehre Galens ist eine bis ins 17. Jahrhundert verbreitete, inzwischen überholte Vorstellung im Zusammenhang mit dem Konzept der Humoralpathologie. Galen unterscheidet auf Grundlage der hippokratischen Medizin drei Stadien der Verdauung (pepsis):
- die erste Digestion („Kochungsprozess“) im Magen. Im Magen entstehe dabei aus der Nahrung eine Art Speisebrei, der „Chylus“ (griechisch Chylos). Hier bzw. (nach Fortleitung über das Pfortadersystem) in der Leber[2] würden aus dem „reinen“ Chylus Gelbe Galle bzw. Schwarze Galle. Minderwertige Bestandteile des Chylus würden als schwarze Galle über den Darm als Abfallprodukt der Verdauung mit dem Kot ausgeschieden; die reinen Teile gelangen in die Leber.
- die zweite Digestion in der Leber (wobei der Speisebrei zu Blut umgewandelt, als Rückstand Urin gebildet und über den Harntrakt ausgeschieden wird)
- die dritte Digestion in den Organen, wobei das Blut völlig aufgebraucht werde und die Überschüsse als Abfallprodukt mit dem dabei entstandenen Schweiß ausgeschiedenen werden.

Ein aus Blut entstandener feucht-warmer „Wind“ bzw. Dunst steigt nach der Digestionslehre vom Magen durch die Halsschlagadern auf und gelangt so in das Gehirn.